# Panthan
Panthan o Panth («camino» en sánscrito) es un término religioso utilizado en varias religiones de la India. Un panth está fundado por un maestro gurú o un acharya, y a menudo es dirigido por eruditos o practicantes de alto nivel de la tradición.  
Algunos importantes panthas en India son:
1. Khalsa Panth (Gurú Gobind Singh, sijismo)
2. Nanak Panth (sijismo)
3. Sahaja Panth (universal)
4. Kabir Panth (parte del Sahaja)
5. Dadu Panth (parte del Sahaja)
6. Tera Panth (jainismo)
7. Satnami Panth (hinduismo)
8. Nath Panth (hinduismo)
9. Varkari Panth (hinduismo)
10. Sat Panth (shiia, islam)
11. Rasul Panth (islam)
12. Pagal Panth (islam)